# Eugenia Naef
Eugenia Naef (* 28. April 1965 in Bradford, Yorkshire) ist eine deutsche Theaterregisseurin, Autorin und Filmemacherin.

## Leben
Unter dem Intendanten Boy Gobert war sie am Schillertheater in Berlin als Regieassistentin tätig.
Seit 1989 lebt sie in München und arbeitet freischaffend als Theater-Regisseurin sowie als Autorin von Drehbüchern und Theaterstücken. Außerdem ist sie als Übersetzerin von russischen Theaterstücken, Romanen und Drehbüchern, sowie als Film- und Fernsehschaffende tätig.
Ihre Mutter ist die Schauspielerin Irene Naef.

## Theaterinszenierungen (eine Auswahl)
- 1985 Alas poor Fred von  James Saunders, Wallgraben-Theater, Freiburg[1]
- 1986 Hören Sie mal von Jane Martin, Gallerie Theater, Berlin[2]
- 1986 Ungehaltene Reden ungehaltener Frauen von Christine Brückner, Wallgraben-Theater, Freiburg[3]
- 1987 SCHREIWENNDUKANNST von Sabine Stange, Uraufführung, Gasteig; Blackbox, Autorentheater: Vorsitz  Tankred Dorst, München[4]
- 1987 Heute Abend: Lola Blau von Georg Kreisler, Landestheater Linz[5]
- 1988 Biografie: Ein Spiel von Max Frisch, Berliner Uraufführung, Vaganten Bühne Berlin[6]
- 1989 Kastanien im Feuer (Cat's Paw) von William Mastrosimone, Theater im Westend, München[7]
- 1992 Stella von Johann Wolfgang von Goethe, Modernes Theater, München[8]
- 1993 La Musica Zwei von Marguerite Duras, Münchner Erstaufführung, Modernes Theater, München[9]
- 1993 Der Heilige von Santa Clara Festivalinszenierung, Kloster der Armen Schulschwestern bei St. Jakob am Anger, München[10]
- 1994 Heilige Kühe von Oliver Czeslik, Münchner Erstaufführung, Pasinger Fabrik, München[11]
- 1994 Heilige Kühe von Oliver Czeslik, Festival des Politischen Theaters, Staatsschauspiel Dresden[12]
- 1995 Die Sanfte Neubearbeitung nach Ostrowski, Volkstheater München[13]
- 1998 Gespenster von Henrik Ibsen, Neubearbeitung aus dem Norwegischen, Theater44[14]
- 1999 Geschwister (Mann)|Geschwister von Klaus Mann, Theater44, Münchner Erstaufführung[15]
- 2000 Pasteten, Pressack und Prosecco von Klaus Peter Schreiner, Kabarett, Theater im Fraunhofer, München[16]
- 2010 Szenen einer Ehe von Ingmar Bergman, Kulturbühne Bugenhagen, Hamburg[17]